# Zbójek grubopunktowiec
Zbójek grubopunktowiec (Bolitochara bella) – gatunek chrząszcza z rodziny kusakowatych i podrodziny rydzenic. Zamieszkuje Europę i Azję Zachodnią.

## Taksonomia
Gatunek ten opisany został po raz pierwszy w 1845 roku przez Johanna Christiana Friedricha Märkela.

## Morfologia
Chrząszcz o wydłużonym ciele długości od 3 do 3,5 mm. Głowa jest brązowa, o połysku stłumionym przez bardzo gęste punktowanie (odległości między punktami są mniejsze niż ich średnice). Czułki są krótkie i grube, rdzawoczerwone. Dobrze zaznaczone, całkowicie obrzeżone skronie zwężają się w formie lekkiego łuku. Szyja jest bardzo krótka i szersza niż połowa szerokości głowy. Przedplecze jest nieco szersze od głowy, co najmniej 1,15 raza szersze niż dłuższe, rdzawoczerwono ubarwione, punktowane tak jak głowa. Pokrywy są szersze i dłuższe od przedplecza, ale nie osiągają 1,1 jego długości. Kolor pokryw jest rdzawoczerwony z zabrązowioną tylną połową. Na ich powierzchni brak jest guzków czy wcisków. Samiec ma w kątach przyszwowych kile lub podłużne ziarnistości. Odwłok jest rdzawoczerwony z przybrązowionym szczytem. Boki odwłoka są równoległe. U samca środkiem piątego tergitu biegnie podłużny kil.

## Ekologia i występowanie
Owad rozmieszczony od nizin po niższe położenia górskie. Zaliczany do reliktów nadrzewnych. Bytuje głównie w rosnących na starych, murszejących pniach owocnikach grzybów nadrzewnych, ale spotykany jest też w grzybach naziemnych, butwiejącym drewnie, chruście, pod gnijącymi szczątkami roślinnymi i w przegrzybiałej ściółce.
Gatunek palearktyczny. Znany jest z Wielkiej Brytanii, Francji, Belgii, Holandii, Niemiec, Szwajcarii, Austrii, Włoch, Danii, Polski, Czech, Słowacji, Węgier, Ukrainy, Rumunii, Bośni i Hercegowiny, Albanii, Grecji, europejskiej części Rosji i północnego zachodu anatolijskiej części Turcji. Północno-wschodnią granicę zasięgu osiąga w lasach mieszanych Puszczy Białowieskiej. W całym zasięgu jest owadem rzadko spotykanym.